# Suevia (Studentenverbindung)
Suevia (Studentenverbindung) (lateinisch für Schwaben) ist der Name oder Namensbestandteil folgender Korporationen:
Allgemeinen Deutschen Burschenschaft (ADB)
- Alte Brünner Burschenschaft Suevia zu Regensburg

Kösener Senioren-Convents-Verband (KSCV)
- Corps Suevia Freiburg
- Corps Suevo-Borussia Hamburg (fusioniert zu Corps Guestphalia et Suevoborussia Marburg)
- Corps Suevia Heidelberg
- Corps Suevia München
- Corps Suevia Prag
- Corps Suevia Straßburg

Weinheimer Senioren-Convent (WSC)
- Corps Suevia Hohenheim (1935 aufgegangen in Corps Germania Hohenheim)
- Corps Suevo-Guestphalia München

Deutschen Burschenschaft (DB)
- Burschenschaft Suevia Innsbruck
- Alte Brünner Burschenschaft Suevia zu Coburg

Coburger Convent (CC)
- Landsmannschaft Suevia Karlsruhe
- Landsmannschaft Saxo-Suevia Erlangen

Cartellverband der katholischen deutschen Studentenverbindungen (CV) und Österreichischer Cartellverband (ÖCV)
- KAV Suevia Berlin
- KDStV Suevia-Danubia Fünfkirchen (Ungarn)

Kartellverband katholischer deutscher Studentenvereine (KV) und Kartellverband katholischer nichtfarbentragender akademischer Vereinigungen Österreichs (ÖKV)
- KStV Suevia Köln
- A.V. Suevia Graz

Akademischen Turnbund (ATB)
- ATV Suevia Stuttgart
- ATV Gothia Suevia Bonn

Österreichischen Pennäler Ring (ÖPR)
cons. Verbindung Suevia zu Graz
verbandsfrei
- Corps Suevia Tübingen
- Kölner Burschenschaft Wartburg-Suevia Leipzig
- Verbindung Suevia Stuttgart-Esslingen
- AV Suevia Mannheim